# Dossköldpaddor
Dossköldpaddor eller amerikanska dossköldpaddor (Terrapene) är ett släkte i familjen kärrsköldpaddor (Emydidae). Släktet består av tre till fem arter (beroende på auktoritet) med flera underarter. Ibland betecknas familjen Geoemydidae som "asiatiska dossköldpaddor" men de är inte närmare släkt med Terrapene. Dessa sköldpaddor förekommer som sällskapsdjur.

## Arter och underarter
- Carolinasköldpadda (Terrapene carolina)
  - Terrapene carolina bauri
  - Terrapene carolina carolina
  - Terrapene carolina major
  - Terrapene carolina triunguis
  - Terrapene carolina mexicana
  - Terrapene carolina yucatana
- Terrapene coahuila
- Terrapene nelsoni
  - Terrapene ornata ornata
  - Terrapene ornata luteola